# Der Albrecht
Der Albrecht (Eigenschreibweise DER ALBRECHT) ist eine unabhängige Hochschulzeitung an der Christian-Albrechts-Universität zu Kiel. Sie erscheint seit 1999 in der Vorlesungszeit einmal im Monat mit einer Auflage von 5000 Exemplaren und wird kostenlos vor den Mensen verteilt sowie in vielen Institutsgebäuden, Museen, Kneipen und Cafés ausgelegt. Sowohl die Universitätsbibliothek Kiel als auch das Landesarchiv Schleswig-Holstein sammeln und archivieren alle Ausgaben der Zeitung.
Die Zeitung erscheint im achtseitigen DIN A3-Format, alle Seiten sind farbig gestaltet.
Besonderheiten des Blattes sind zum einen die „Seite Drei“, auf der jeden Monat gesellschaftspolitisch relevante Themen aufgegriffen werden. Außerdem gibt es den „Weißraum“, der auf der letzten Seite jeder Ausgabe als Rausschmeißer mit witzigen, kreativen, bunten oder provozierenden Konzepten besticht. Im „Klartext“ (ehemals „Randnotiz“) auf der Titelseite lässt sich darüber hinaus ein Redakteur in sarkastischer, humorvoller Manier über ein gesellschaftliches, politisches oder alltägliches Thema aus.

## Inhalt und Organisation
Der Albrecht berichtet über das studentische Leben in den Bereichen Hochschule, Gesellschaft und Kultur an der Christian-Albrechts-Universität, der Muthesius Kunsthochschule und der Fachhochschule Kiel. Mitmachen kann jeder, der an einer dieser Hochschulen eingeschrieben ist. Die Organisationsstruktur gliedert sich in eine doppelte Chefredaktion, bestehend aus Chefredakteur und Stellvertreter. Die Stellvertretung betreut das Aufgabenfeld Finanzen. Weiterhin gibt es drei Ressortleiter in den Bereichen Hochschule, Gesellschaft und Kultur sowie jeweils Leitende für die Bildredaktion, Layout, Lektorat, soziale Medien und den Weißraum. Zum Ende des Wintersemester finden Wahlen statt. Sämtliche Posten werden jedes Jahr neu gewählt. 
Damit die Unabhängigkeit von Hochschul- und Studierendenvertretungen gewährleistet ist, finanziert sich Der Albrecht über Werbeanzeigen. Durch eine Kooperation mit den Kieler Nachrichten wird das Blatt ohne eigenen finanziellen Aufwand gedruckt.

## Auszeichnungen
2007 wurde Der Albrecht mit dem siebten Platz beim Campus-Presse Award ausgezeichnet. Insgesamt nahmen 43 Studentenzeitungen an dem Wettbewerb teil.